# Bill Grundy
William Grundy, detto Bill (Manchester, 18 maggio 1923 – Stockport, 9 febbraio 1993), è stato un conduttore televisivo e giornalista britannico, famoso per essere stato coinvolto nel 1976, quando conduceva il programma televisivo Today sul canale regionale Thames Television, nello scandalo causato dal linguaggio osceno utilizzato in diretta dal gruppo punk rock Sex Pistols, ospite nella sua trasmissione.
L'intervista in studio ai Sex Pistols e la conseguente rissa verbale scatenatasi in diretta (con tutti i suoi strascichi polemici), distrusse letteralmente la carriera di Grundy, dando grande notorietà ai Sex Pistols (all'epoca ancora poco conosciuti), e segnando l'arrivo ufficiale del punk rock in Gran Bretagna.

## Biografia
Figlio di un imprenditore, William Grundy nacque a Manchester nel 1923 e frequentò la Manchester University, dove si laureò in geologia. Dopo gli studi, Grundy iniziò la propria carriera da geologo e giornalista part-time.  Quando l'emittente locale Granada Television iniziò le trasmissioni nel 1956, Grundy fece un'audizione per il ruolo di conduttore del telegiornale, e ottenne il lavoro. Fu il primo conduttore televisivo a presentare i Beatles sulla Granada Television il 17 ottobre 1962. Apparve in numerosi programmi TV, inclusi People and Places e Un uomo in casa, ma il suo successo maggiore rimase la conduzione del talk show pre-serale Today.

## L'incidente alToday Show
Il 1º dicembre 1976 Grundy divenne celebre in tutta l'Inghilterra nello spazio di pochi minuti grazie ad un incidente avvenuto in diretta nel corso del suo programma quando invitò i Sex Pistols in trasmissione come gruppo da intervistare per la puntata. Originariamente il gruppo ospite dovevano essere i Queen, ma la band di Freddie Mercury cancellò l'impegno all'ultimo momento. Il Today venne trasmesso dal vivo e senza censure alle ore 18:00 in piena fascia protetta.
L'intervista iniziò con Grundy che presentava la band, ma ben presto si tramutò in varie provocazioni ironiche nei confronti degli ospiti. Introducendoli, il conduttore fece una battuta che presupponeva il fatto che i membri del gruppo ed egli stesso fossero sotto l'effetto dell'alcol: "...loro sono ubriachi tanto quanto me!". L'intervista proseguì con la trasmissione del video della canzone Anarchy in the U.K.. Fu evidente da subito che Grundy cercava di provocare la band rivolgendosi agli spettatori e non direttamente ai membri del gruppo e riferendosi alla loro "possibile ipocrisia" verso gli ideali e la filosofia del punk. Inizialmente, Grundy ricevette ironici ma innocui commenti da parte di Glen Matlock. Tuttavia, Steve Jones, quando Grundy gli chiese cosa avessero fatto con le 40,000 sterline a loro date dalla casa discografica, rispose seccamente: «We fuckin' spent it ain't we?» ("Le abbiamo fottutamente spese tutte, non è vero?"). Subito dopo, Johnny Rotten, in risposta a una domanda su Mozart, bisbigliò sottovoce la parola "shit" ("merda"). Quando Grundy gli chiese di ripetere ciò che aveva detto, Rotten disse che si trattava solo di una "parolaccia" e chiese a Grundy di proseguire con l'intervista. Grundy invece insistette affinché Rotten ripetesse quel che aveva detto, e Rotten lo accontentò ripetendo "shit" a voce alta.
Successivamente, Grundy, provocato dalla ragazza stessa che gli aveva detto di aver sempre sognato di incontrarlo dal vivo, fece per scherzo degli apprezzamenti sessuali a Siouxsie Sioux, la quale era in piedi alle spalle del conduttore e della band insieme ad altri membri dell'entourage dei Sex Pistols, dicendole: "potremmo vederci dopo, non ti pare?" Un alterato Steve Jones iniziò quindi ad insultare il conduttore chiamandolo "vecchio sporcaccione" e "vecchio porco". Grundy sfidò quindi Jones a "dire qualcosa di ancora più oltraggioso", e Jones per tutta risposta lo chiamò "sporco bastardo" e "vecchio scopatore". Grundy rispose ironicamente definendolo "un ragazzo beneducato" e Steve Jones rispose alla provocazione definendo Grundy "un mascalzone del cazzo". Quando la trasmissione finì e scorrevano i titoli di coda, Grundy proruppe in un finale "oh merda", mentre la band iniziò a ballare per lo studio sulle note della sigla di chiusura.
Anche se il Today venne trasmesso solo a livello locale nella zona di Londra, la notizia della rissa verbale venne ampiamente riportata dai mass media e diventò un notevole caso nazionale. Il Daily Mirror se ne uscì con una famosa copertina che titolava a tutta pagina "The Filth and the Fury!" ("Oscenità e furore!"). Molti telespettatori si dichiararono scandalizzati dal linguaggio scurrile utilizzato nel corso della trasmissione e protestarono ufficialmente con l'emittente televisiva. Come risultato, Grundy fu sospeso per due settimane e il Today Show venne cancellato dalla programmazione generale due mesi dopo.
Il comportamento dei Sex Pistols al Today, portò all'attenzione del grande pubblico inglese il punk per la prima volta.

## Dopo ilToday Show
La cancellazione del suo show e lo scandalo derivato dallo scontro con i Sex Pistols rovinarono per sempre la carriera televisiva di Grundy. Nel 1979 Grundy finì a presentare una trasmissione sui libri la domenica mattina, A Better Read. All'inizio degli anni ottanta presentò qualche episodio di What the Papers Say, per poi passare ad emittenti regionali.
Nel 1993 Grundy morì di infarto a Stockport, Greater Manchester, il 9 febbraio, all'età di 69 anni.